# Josef Zítek

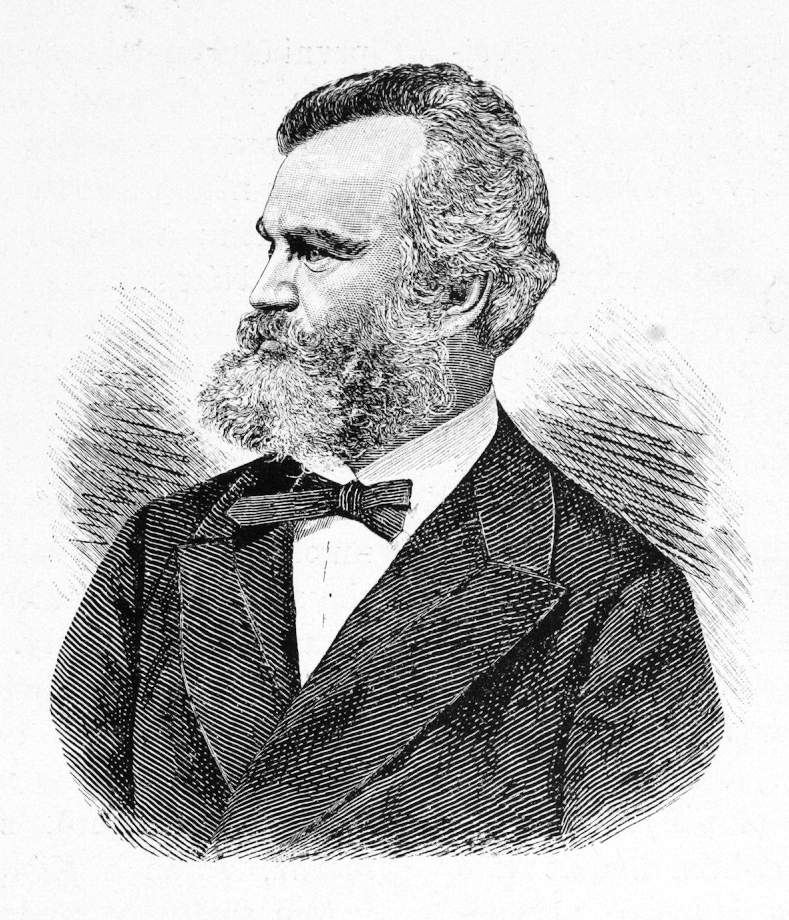
Josef Zítek.

Josef Zítek, även Josef von Zitek, född 4 april 1832 i Prag, död där 2 augusti 1909, var en böhmisk arkitekt.
Zítek studerade vid Wiens konstakademi, reste i Italien och blev 1864 professor i Prag. Hans främsta arbeten är museet i Weimar (i italiensk renässans, fullbordat 1868), katolska kyrkan där och i Prag Nationalteatern och Rudolfinum (1876, i renässans avsett för konstakademien, för samlingarna i konstslöjd och för musikkonservatoriet). Han utförde även brunnskolonnaden i Karlsbad.

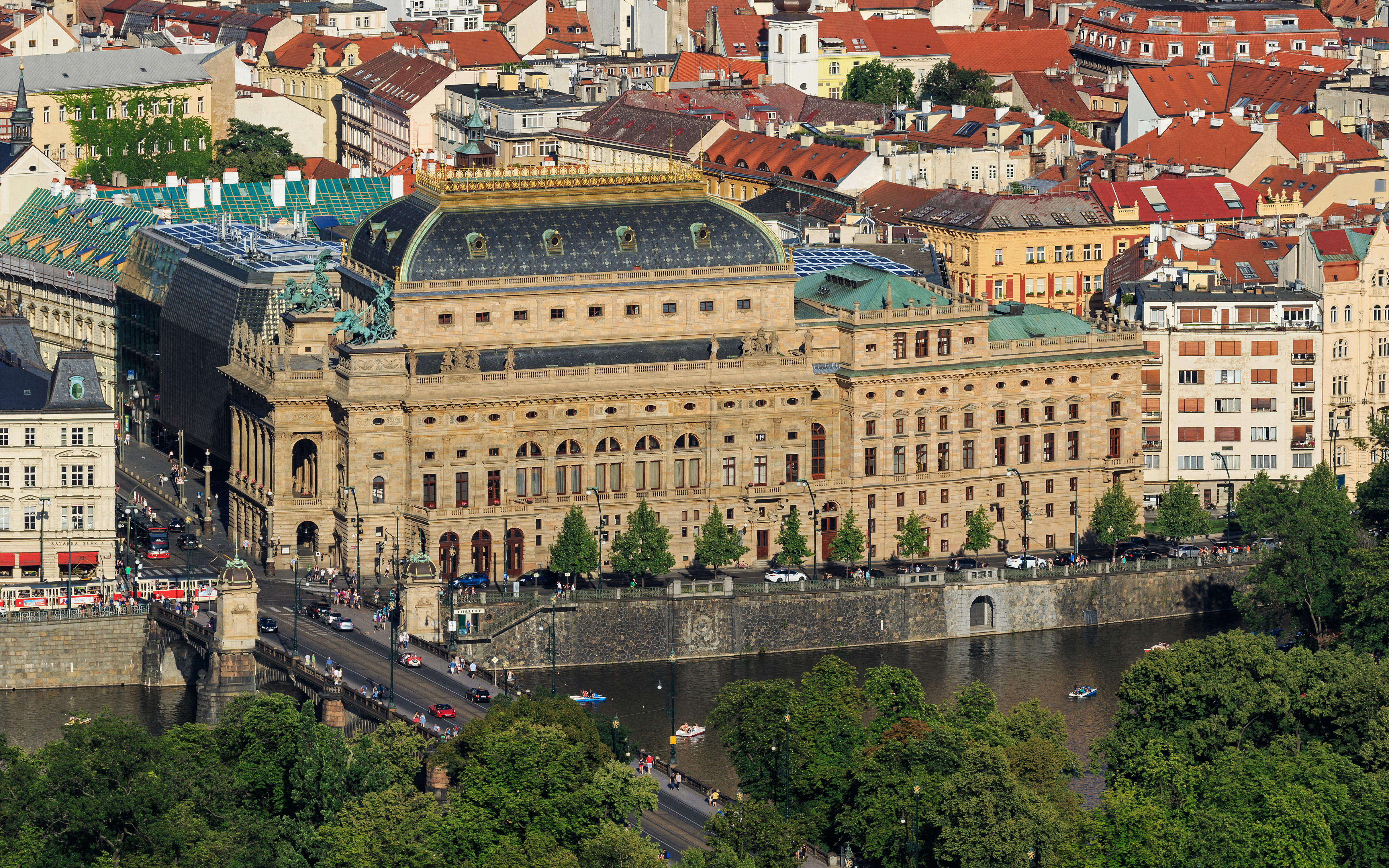
Nationaltheater i Prag